# Trans-Alaj
I Trans-Alaj o Transalaj (in tagico Qatorkŭhi Pasi Oloy?; in kirghiso Чоң-Алай кырка тоосу?, Çoñ-Alaj kyrka toosu; in russo Заалайский хребет?, Zaalajskij chrebet o Чоналайский хребет, Čonalajskij chrebet) sono una catena dorsale latitudinale che separa la valle di Alaj dal Pamir. I monti si trovano nella parte nord-est del Tagikistan lungo il confine con il Kirghizistan e si estendono per circa 240 km.

## Geografia
La catena, che ha un'area totale di glaciazione di circa 1190 km², è divisa geograficamente in tre parti dai passi Ters-Agar e Kyzyl-art. La vetta più alta della parte occidentale è il picco Sat (5900 m), nella parte orientale svetta il monte Kurumdi (6614 m); mentre la parte centrale vanta le vette più alte, su cui domina il picco Ibn Sina (7134 m). 
Opposta ai Trans-Alaj, a nord, sul lato settentrionale della valle di Alaj, si trova la catena dei monti Alaj. La strada del Pamir che collega Oš, nella valle di Fergana chirghisa, alla regione del Gorno-Badachšan in Tagikistan, attraversa i Trans-Alaj al passo Kyzyl-Art (4280 m).

Il Pamir